# Vera Verônika
Vera Verônika (Brasília, 1979) é uma rapper, compositora e pedagoga brasileira.

## Biografia
De origem humilde, residia em Valparaíso de Goiás e desde muito cedo teve que ajudar com renda em sua casa, começando precocemente a trabalhar como feirante.
Apesar das dificuldades, consegui seguir os estudos acadêmicos formando-se em pedagogia pela Universidade Estadual de Goiás (UEG). Pós graduou-se em "Ensino de África" pela Universidade de Brasília (UnB).
Na década de 1990, teve os primeiros contatos com a música participando de grupos de axé music. Conheceu o rap posteriormente por meio de Dino Black que a emprestou fitas cassetes com raps. Após familiarizar-se com o gênero passou a fazer apresentações musicais com outro músico da cena do hip-hop brasiliense, DJ Chokolaty. É considerada a primeira mulher rapper do Distrito Federal.
Em 2003, lançou seu primeiro álbum intitulado "Vera Verônika Canta MPB-rap: Música para o povo brasileiro em ritmo e poesia".
Em 2012, lançou o álbum "Vera Verônika 20 anos" que contou com a participação de inúmeros músicos regionais e de artistas como Ellen Oléria.
No ano de 2017, gravou o disco "Mojumbá" pela gravadora Agente Digital.
Em 2018, em comemoração aos seus vinte e cinco anos de carreira, lançou o álbum Afrolatinas. O disco, como toda a carreira de Vera é marcado pela participação de músicos regionais e músicas que falam sobre diversidade, cidadania e política. Também em 2018, lançou o DVD, "Vera Verônika – 25 anos" gravado  no dia 25 de julho de 2017, no Teatro Plínio Marcos do Complexo Cultural da Funarte.
Atualmente, coordena um lar para crianças entre 0 a 16 anos, em Valparaíso de Goiás — localizado no entorno de Brasília, para manter a casa conta com a venda de artesanato fabricado por ela e sua mãe Dona Dina, além de doações. 

## Discografia

### Álbuns
- Vera Verônika Canta MPB-rap: Música para o povo brasileiro em ritmo e poesia – 2003
- Vera Verônika 20 anos  – 2012
- Mojumbá  – 2017
- Afrolatinas  – 2018

### Vídeo
- Vera Verônika 25 anos  – 2020